# Чепелев, Иван Григорьевич
Иван Григорьевич Чепелев (10 октября 1924, Белоярское, Уральская область — 15 сентября 2016, Щучанский район, Курганская область) — комбайнер колхоза имени Чапаева Щучанского района Курганской области. Герой Социалистического Труда (1966).

## Биография
Иван Григорьевич Чепелев родился 10 октября 1924 года в крестьянской семье в селе Белоярском Белоярского сельсовета Миасского района Челябинского округа Уральской области РСФСР, ныне сельсовет входит в Щучанский район Курганской области.
С 1934 года проживал в городе Чёрмоз (ныне Пермский край). В этом же городе окончил семилетнюю школу, после которой устроился на завод жестянщиком. 
В 1947 году возвратился в село Белоярское, где вступил в колхоз «Комсомолец». Работал в колхозе учётчиком тракторной бригады. Окончил Чумлякскую школу механизации сельского хозяйства, после которой работал комбайнером Советской МТС (машинно-тракторная станция). В 1958 году машинно-тракторные станции были упразднены. Работал в колхозе имени Чапаева Щучанского района. 
В 1962 году вступил в КПСС.
С 1964 года — заведующий МТМ (машинно-тракторная мастерская) колхоза имени Чапаева.
Будучи заведующим мастерской, во время страды садился за руль комбайна. В одну из жатв, когда шли проливные дожди, возникла угроза гибели урожая. Прицепные комбайны увязали в размякшей земле, и тракторы не могли сдвинуть их с места. И.Г. Чепелев предложил поставить передок комбайна на «лыжи». Вместе с трактористом изготовили в мастерской из двух полос металла подобие лыж, приварили к ним стойки из труб и закрепили полученное устройство на раме с обеих сторон переднего колеса. Вскоре по их методу прицепные комбайны стали ставить на лыжи и другие механизаторы. Темпы уборочных работ возросли.
Указом Президиума Верховного Совета СССР от 23 июня 1966 года за успехи, достигнутые в увеличении производства и заготовок пшеницы, ржи, гречихи, риса, других зерновых и кормовых культур и высокопроизводительном использовании техники удостоен звания Героя Социалистического Труда с вручением ордена Ленина и золотой медали «Серп и Молот».
Неоднократно избирался депутатом Курганского областного Совета народных депутатов, был членом правления колхоза, участвовал в работе 3-го Всесоюзного съезда колхозников.
Проживал в Щучанском районе Курганской области. Умер 15 сентября 2016 года. 

## Память
В Щучанском районе был учреждён приз имени Чепелева.

## Награды
- Герой Социалистического Труда — указом Президиума Верховного Совета СССР от 23 июня 1966 года
  - Орден Ленина № 363436
  - Медаль «Серп и Молот» № 12598
- Юбилейная медаль «За доблестный труд. В ознаменование 100-летия со дня рождения Владимира Ильича Ленина», 1970 год
- Медаль «За освоение целинных земель»
- Почетная грамота губернатора Курганской области — за большой личный вклад в развитие Курганской области, 2009 год[2]
- В 1970-е годы в Щучанском районе был учреждён приз имени И.Г. Чепелева, за право обладать которым соревновались молодые механизаторы.